# Gonomyia (Leiponeura) gressittiana
Gonomyia (Leiponeura) gressittiana is een tweevleugelige uit de familie steltmuggen (Limoniidae). De soort komt voor in het Australaziatisch gebied.